# WHITE JAM
WHITE JAM（ホワイトジャム）は、日本の3人組シンガーソングライター・グループ。
所属レーベルはWHITE JAM Records。

## メンバー
- SHIROSE（シロセ）：京都府出身。5月13日生まれ。本名:白勢 貴仁。あだ名:たーにゃ。
- GASHIMA（ガシマ）：兵庫県出身。5月16日生まれ。本名:友膳 翔吾。あだ名:がっしー
- NIKKI（ニッキ）：大阪府出身。10月13日生まれ。別名:にっちゃん。

## 概要
2014年デビュー。
R&Bをルーツとして、独自のポップセンスを融合させた音楽性を持ち味としている。
Snow Man、SixTONES、Nissy、Da-iCE、嵐、松田聖子など数々のアーティストの作詞作曲を手がける。
3人は共同生活し、”WHITE JAM HOUSE”を拠点に毎日曲作りをしている。
R&B、Hip Hopをベースとして、バラードからアップテンポまで幅広い楽曲を制作。
代表曲「ウソツキ」「Tattoo」で知られる。
泣き歌「ウソツキ」は、YouTubeで2,400万回再生され、iTunes 総合チャートで1位を獲得。「泣ける歌」の代表入りを果たした。
ドSソング「Tattoo」は”タトゥーにキスをして”というフレーズが流行し、TikTok 楽曲チャート8週連続Top50位にランクイン。YouTubeでも1200万回再生されている。
バラードでは「泣き歌」アップチューンでは「ドSソング」を得意としている。
SnowManに楽曲提供した「オレンジkiss」は2022年Top Singles Sales年間第一位を獲得するなど、日本を代表する作詞作曲家へと成長した。音楽活動のキャリア序盤にはNissyへ楽曲提供しデビューに貢献した。Nissy 1st Single「どうしようか？」3nd Single「ワガママ」4th Single「DANCE DANCE DANCE」の作詞作曲を担当する。WHITE JAMとデビュー同期であるDa-iCEの楽曲はこれまでに28曲の作詞作曲を担当し、インディーズ 1stアルバム「DICE」では編曲ミックスワークなど含めアルバムの全曲に携わっている。松田聖子に楽曲提供した「夢が覚めて」レコード大賞の企画賞を受賞。
Superfly「愛を込めて花束を」の作詞家であるいしわたり淳治はSHIROSEの作詞スタイルについて、"今までに聞いたことのない、それでいて誰もが一聴して意味のわかる、何とも不思議な響きのラブソングだ。こんな言い回しで「君が好きだ」を伝えることができるなんて考えたこともなかった。かなり攻めている" と評価した。
SHIROSE (Vo) の音域は４オクターブを超える。E2からF#6までの音域を持っている。
2023年1月には日本を代表するボーカリストの広瀬香美から「衝撃的なボーカリストを見つけた」とSNSで賛辞を受けボーカリスト界隈でも認知のきっかけとなった。
男性では珍しいホイッスルボイスも楽曲やライブで披露され、透明感のある歌声が特徴的だ。
WHITE JAMはクリエイターとしての一面も持ち、作詞作曲、ライブ演出、総合プロデュースまで自らで担当している。サウンドメイクの面においてはベース音色のたった一つを8ヶ月の時間をかけて突き詰めるなど、日々キレのある超低域のサウンドを突き詰めている。例えば楽曲「Tattoo」のベース音色も”振動”や”心臓の鼓動”を研究する研究科とともに作り上げた独自の音色である。「サンプルやコピー＆ペーストで簡単に音楽が作れる世の中になったからこそ、こういった世界中のどこにもないサウンド一つの独自性を突き詰めている。」と語っている。
ライブではテーマパークのような多彩な演出で子供から大人まで幅広いファンがライブ会場に駆けつける。
ファンネームは「JAMILY」
ファンクラブは「WHITE JAM HOUSE」。
ファンクラブWeb, ファンクラブApp を運営している。
2014年1月22日にメジャーデビュー。
2017年に自身のレーベル「WHITE JAM Records」を立ち上げる。
2024年にはZepp Shinjukuでの単独ライブがソールドアウトで成功を収めた。
2025年、全国24ヶ所ツアー”Tattoo”を開催。オールラスト公演は自身初となるホールでのライブが決定。9月20日に渋谷にて開催される（WHITE JAM.netより）。

## 遍歴

### 2020年
- 8月1日から12月27日まで51ヶ所100公演ツアーを開催。12月27日和歌山公演で無事完走。
  - 北海道（北見、釧路、旭川、函館）、青森、岩手、宮城、秋田、福島、茨城、栃木、群馬、埼玉、千葉、東京、神奈川、新潟、富山、石川、福井、山梨、長野、岐阜、静岡（静岡、浜松）、三重、滋賀、京都、大阪、兵庫、奈良、和歌山、鳥取、島根、岡山、山口、徳島、香川、愛媛、高知、福岡、佐賀、長崎、熊本、大分、宮崎、鹿児島
    - 山形、愛知はオンラインで開催。富山、沖縄は未開催。

### 2021年
- 1月11日より全国8大都市ツアー「いなくならいよ」を開催決定していたものの新型コロナウイルスの感染拡大の影響を受け延期。

### 2022年
- 2022年7月15日に51ヶ所ツアーファイナル公演が東京のSpotify O-EASTで行われた
- 11月3日から26日には全国8ヶ所でファンクラブイベントを開催。

### 2023年
- 1月22日に渋谷club asiaを皮切りに「LIVE TOUR 2023」を全国13ヶ所で開催。
- 4月9日東京Spotify O-EASTでツアーファイナルを迎えた。

### 2024年
- 8月11日にZepp Shinjukuでの単独ライブがソールドアウトで成功を収めた。

### 2025年
- 全国24ヶ所ツアー”Tattoo”を開催。
- オールラスト公演は自身初となるホールでのライブが決定。9月20日にLINE CUBE 渋谷で開催される。

## 楽曲提供
- Snow Manに楽曲提供した「オレンジkiss」は2022年Top Singles Sales年間第一位を獲得するなど、日本を代表する作詞作曲家へと成長した。音楽活動のキャリア序盤にはNissyへ楽曲提供しデビューに貢献した。Nissy 1st Single「どうしようか？」3nd Single「ワガママ」4th Single「DANCE DANCE DANCE」の作詞作曲を担当する。WHITE JAMとデビュー同期であるDa-iCEの楽曲はこれまでに28曲の作詞作曲を担当し、インディーズ 1stアルバム「DICE」では編曲ミックスワークなど含めアルバムの全曲に携わっている。松田聖子に楽曲提供した「夢が覚めて」レコード大賞の企画賞を受賞。

Snow Man
- 君の彼氏になりたい。（詞）
- 僕の彼女になってよ。（詞曲）
- 僕に大切にされてね。（詞曲）
- オレンジkiss（詞曲）
- ボクとキミと（曲）

SixTONES
- RAM-PAM-PAM（詞）
- Telephone（詞）
- You & I（詞）
- Mad Love（詞）
- Dawn（詞）
- Waves Crash（詞）
- PARTY PEOPLE（詞）
- Need you（詞）
- OPA!（詞）※ユニット曲
- Hello（詞）
- Drive（詞）
- FIREWORKS（詞）
- Eye to Eye（詞）
- DON-DON-DON（詞）
- DRAMA（詞）
- House of Cards（詞）
- Golden（詞）
- Snooze（詞）
- Night rider（詞）※京本大我のソロ曲
- So What（詞）

Nissy
- DANCE DANCE DANCE（詞曲編）
- ワガママ（詞曲編）
- どうしようか？（詞曲編）

Da-iCE
- I’ll be back（詞曲編）
- NEXT PHASE（曲）
- Chocolate Sympathy（詞曲）
- せつなくて（詞曲）
- この曲のせい（詞曲）
- TOKI（詞曲）
- トニカクHEY（詞曲）
- I got your back（詞曲）
- BOMB（詞曲）
- Did you know（詞曲編）
- Fashionable（詞曲）
- Fight Back（詞曲編）
- FIVE（編曲）
- NEW DAY（編曲）
- Noise（詞曲）
- STAND（編曲）
- Startin’ Up（詞曲）
- Stap back（曲）
- SUPER FICTION Casts SKY-HI（詞曲）
- TOKI　Acoustic ver.（詞曲）
- Umbrella（編曲）
- what you say（詞曲）
- せつなくて - 5Voice & acoustic ver.（詞曲）
- 空（詞曲）
- ぼくのキセキ（詞）
- 着れないままのコート（詞曲）
- Be your man（詞曲編）
- イチタスイチ（詞曲編）

東方神起
- One more thing（曲）
- Wedding Dress（詞曲）

AAA
- Still Love You
- Last Love
- Perfect

lol
- think of you（詞曲編）

DEEP
- GO（詞編）
- Tell me
- People in the plan（詞曲）
- Have a nice day（詞曲）
- Make it（詞編）
- Love Song（詞編）
- Friend（詞編）
- Spirit（詞曲）

GENERATIONS
- My Eyes On You （詞曲）

武井咲
- 明日へ（詞曲編）

松田聖子&クリス・ハート
- 夢がさめて （詞編）

MISIA
- 桜ひとひら（詞曲編）

やまだひさし
- ひとりパーティー（詞曲編）

希美まゆ
- ひかり（詞曲編）

Ms.OOJA
- ノオト（詞曲編）

TEE
- MOSH（詞曲編）

SUPER JUNIOR DONGHAE & EUNHYUK
- Scary House（ボーカルディレクション）
- 超プレッシャー（詞）
- 君が泣いたら（詞曲）

KARA
- フレンチキス（詞編）

CODE-V
- Shooting Star（詞曲）

ミオヤマザキ
- バンドマン
- 最初歌最期日

わーすた
- タピオカミルクティー（詞曲）

Stamp
- Million Views (Japanese ver.) (GASHIMA訳詞）

風男塾
- 会いたい、会いたい（詞曲）

### ジャニーズ事務所（現・STARTO ENTERTAINMENT）関連
V6
- MANIAC（詞）
- 意味のないドライブ（詞）
- NOIZ（詞）

嵐
- Song for you（曲）

NEWS
- Encore（曲）

KAT-TUN
- COSMIC CHILD（曲）
- RADIO（詞曲）
- FANTASTIC PLANET（曲）
- My Fantasy（詞）
- STING（詞）

山下智久
- TOUCH YOU（詞曲）
- ごめんね（詞曲）

Hey! Say! JUMP
- Ignition（詞曲編）
- Dear.（曲）

中山優馬 w/B.I.Shadow
- 悪魔な恋（作曲）

Kis-My-Ft2
- CHUDOKU（詞曲）
- バクテリア（詞曲編）

Sexy Zone
- Arms Around Me（詞）

A.B.C-Z
- 涙雨（詞曲）

WEST.
- CHO-EXTACY（詞曲）
- one chance（詞）
- SHE IS MY...（詞曲）
- クチウツシ（詞）
- パーリパーリパリ -カタカナを叫べ-（詞曲）
- Try me now（詞）
- 君のために歌わせて（詞）

## ディスコグラフィ

### WHITE JAM

#### シングル
|     | 発売日         | タイトル            | 規格 | 規格品番  | タイアップ                                  | 最高位 |
| 1st | 2014年1月22日  | Valentine           | CD   | UMCK-5456 | COUNT DOWN TVエンディングテーマ             | 30位   |
| 2nd | 2014年6月25日  | 夏なんて            | CD   | UMCK-5478 |                                             | 52位   |
| 3rd | 2014年9月24日  | ウソツキ            | CD   | UMCK-5491 | ミュージックドラゴン9月期オープニングテーマ | 49位   |
| 4th | 2016年2月24日  | 咲かないで          | CD   | UMCK-5593 |                                             | 87位   |
| 5th | 2019年5月13日  | 9つも離れた君との恋 | CD   |           |                                             |        |
| 6th | 2019年12月16日 | Silent Night        | CD   |           |                                             |        |

#### 配信シングル
|      |                | 発売日                              | タイトル           | レーベル |
| 1st  | 2009年4月29日  | How We Party                        | audiogenic records |          |
| 2nd  | 2009年5月27日  | Sensation                           | audiogenic records |          |
| 3rd  | 2009年6月24日  | Bounce to the Beat 2009             | audiogenic records |          |
| 4th  | 2010年9月7日   | ワナパーリー (feat. シロセ塾)       | WHITE JAM Records  |          |
| 5th  | 2011年12月14日 | Blue Christmas                      | WHITE JAM Records  |          |
| 6th  | 2016年8月25日  | Valentine (feat. シロセ塾)          | WHITE JAM Records  |          |
| 7th  | 2016年8月25日  | I Don't Know                        | WHITE JAM Records  |          |
| 8th  | 2016年9月21日  | 咲かないで~泣き虫ピエロの結婚式Ver. | UNIVERSAL SIGMA    |          |
| 9th  | 2017年11月22日 | あいのデータ                        |                    |          |
| 10th | 2020年3月3日   | 好き好きオバケ                      | WHITE JAM Records  |          |
| 11th | 2022年3月6日   | Mirror                              | WHITE JAM Records  |          |
| 12th | 2022年3月11日  | Run Run Run                         | WHITE JAM Records  |          |
| 13th | 2022年3月15日  | HOME                                | WHITE JAM Records  |          |
| 14th | 2022年12月23日 | 君と雨の物語                        | WHITE JAM Records  |          |
| 15th | 2022年12月25日 | Sorry                               | WHITE JAM Records  |          |
| 16th | 2023年3月7日   | ICE CREAM                           | WHITE JAM Records  |          |
| 17th | 2023年3月13日  | Just Chillin'                       | WHITE JAM Records  |          |
| 18th | 2023年11月24日 | 砂時計                              | WHITE JAM Records  |          |
| 19th | 2024年8月15日  | 彼氏できるソング                    | WHITE JAM Records  |          |
| 20th | 2024年10月27日 | Do For You                          | WHITE JAM Records  |          |
| 21st | 2024年11月9日  | doremi(Sadistic Remix)              | WHITE JAM Records  |          |
| 22nd | 2024年11月29日 | そっちはどう                        | WHITE JAM Records  |          |
| 23rd | 2024年12月7日  | 超やべー                            | WHITE JAM Records  |          |
| 24th | 2024年12月14日 | Boom                                | WHITE JAM Records  |          |

#### フルアルバム
|     | 発売日         | タイトル | 規格     | 規格品番                      | 最高位 |
| 1st | 2014年11月19日 | 自由時間 | CD       | UMCK-1499 (通常盤)            | 44位   |
| 1st | 2014年11月19日 | 自由時間 | CD+DVD   | UMCK-9710 (初回限定盤)        | 44位   |
| 2nd | 2017年11月22日 | 最高欠作 | CD       | DQC-1594 (通常盤)             | -位    |
| 2nd | 2017年11月22日 | 最高欠作 | CD+GOODS | DQC-1594 (予約限定フルセット) | -位    |
| 3rd | 2018年9月10日  | シューズ | CD       | DQC-1622 (通常盤)             | -位    |
| 3rd | 2018年9月10日  | シューズ | CD+GOODS | *** (予約限定フルセット)      | -位    |
| 4th | 2019年9月4日   | 9        | CD       |                               |        |
| 4th | 2019年9月4日   | 9        | CD+GOODS |                               |        |

#### ミニアルバム
|      | 発売日         | タイトル                   | 規格     | 規格品番                      | 最高位 |
| 1st  | 2015年8月12日  | ときどきヒーロー           | CD       | UMCK-1515                     | 121位  |
| 2nd  | 2017年7月17日  | とりたて免許でブンブンブン | CD       | WJAM-0009 (通常盤)            | -位    |
| 2nd  | 2017年7月17日  | とりたて免許でブンブンブン | CD+GOODS | *** (予約限定フルセット)      | -位    |
| 3rd  | 2018年3月21日  | 雨音                       | CD       | DQC-1602 (通常盤)             | -位    |
| 3rd  | 2018年3月21日  | 雨音                       | CD+GOODS | DQC-1602 (予約限定フルセット) | -位    |
| 4th  | 2019年3月20日  | ひとりじめ契約             | CD       |                               |        |
| 4th  | 2019年3月20日  | ひとりじめ契約             | CD+GOODS |                               |        |
| 5th  | 2021年3月28日  | 死ぬほど好き               | CD       |                               |        |
| 5th  | 2021年3月28日  | 死ぬほど好き               | CD+GOODS |                               |        |
| 6th  | 2022年4月6日   | Mirror                     | CD       |                               |        |
| 6th  | 2022年4月6日   | Mirror                     | CD+GOODS |                               |        |
| 7th  | 2023年1月16日  | COLORS -Type Black-        |          |                               |        |
| 8th  | 2023年3月16日  | COLORS -Type White-        |          |                               |        |
| 9th  | 2023年11月25日 | 砂時計                     | CD+GOODS |                               |        |
| 10th | 2025年1月29日  | Tattoo                     | CD       | WJM-0008                      |        |

#### ベスト・アルバム
|     | 発売日        | タイトル             | 規格     | 規格品番               | 最高位 |
| 1st | 2016年10月5日 | WHITE JAM BEST       | CD       | UMCK-1554 (通常盤)     | 39位   |
| 1st | 2016年10月5日 | WHITE JAM BEST       | CD+DVD   | UMCK-9865 (初回限定盤) | 39位   |
| 2nd | 2020年3月14日 | 「いなくならないよ」 | CD       |                        |        |
| 2nd | 2020年3月14日 | 「いなくならないよ」 | CD+GOODS |                        |        |

#### 10周年アルバム
| 発売日                              | タイトル | 規格     | 規格品番 |
| 2023年11月25日:CD 2024年1月1日:配信 | 砂時計   | CD・配信 |          |

### SHIROSE

#### ソロシングル
|      | 発売日         | タイトル                                     | 規格 |
| 1st  | 2019年5月13日  | 9つも離れた君との恋                          | CD   |
| 2nd  | 2020年5月13日  | ワガママ                                     | CD   |
| 3rd  | 2021年3月25日  | ワクチン (feat. WHITE JAM)                   | 配信 |
| 4th  | 2021年10月24日 | Romeo & Juliet &                             | 配信 |
| 5th  | 2021年11月18日 | Boyfriend                                    | 配信 |
| 6th  | 2022年7月11日  | 俺に沼れ                                     | 配信 |
| 7th  | 2022年7月19日  | 俺に沼れ (Live ver.)                         | 配信 |
| 8th  | 2022年11月24日 | 磁石 (Live ver.)                             | 配信 |
| 9th  | 2022年12月5日  | Tattoo (feat. WHITE JAM) [Live ver.]         | 配信 |
| 10th | 2022年12月11日 | アルコールと、****と、けいれん。 (Live ver.) | 配信 |
| 11th | 2022年12月18日 | 9つも離れた君との恋 (Live ver.)              | 配信 |
| 12th | 2023年1月1日   | Romeo & Juliet & (Live ver.)                 | 配信 |
| 13th | 2023年1月1日   | 2Words (Self Cover)                          | 配信 |
| 14th | 2023年1月2日   | Boyfriend (Live ver.)                        | 配信 |
| 15th | 2023年1月3日   | ワガママ (Live ver.)                         | 配信 |
| 16th | 2023年1月5日   | 彼女にしか見せないタトゥー (Live ver.)       | 配信 |
| 17th | 2023年11月30日 | この恋につられて (&金時)                     | 配信 |
| 18th | 2024年4月18日  | 僕たち終わりだね                             | 配信 |
| 19th | 2024年5月13日  | 30                                           | 配信 |

#### ソロアルバム
|     | 発売日         | タイトル                   | 規格 |
| 1st | 2020年9月20日  | 彼女にしか見せないタトゥー | CD   |
| 2nd | 2021年11月30日 | 「Romeo & Juliet &」       | CD   |

### GASHIMA

#### ソロミニアルバム
|     | 発売日        | タイトル      | 規格 |
| 1st | 2021年6月16日 | Tall or Venti | CD   |

#### ソロフルアルバム
|     | 発売日       | タイトル           | 規格 |
| 1st | 2022年7月7日 | 「Chocolate Whip」 | CD   |

## 提供作品
| 発表年 | アーティスト                        | 楽曲タイトル                      | 収録作品                                              | クレジット |
| ------ | ----------------------------------- | --------------------------------- | ----------------------------------------------------- | --- |
| 2009年 | 中山優馬 w/B.I.Shadow               | 悪魔な恋                          | 『悪魔な恋/NYC』                                      | 作詞：ma-saya 作曲：Magnus Funemyr, Emil Gotthard, SHIROSE, GASHIMA 編曲：白井良明 |
| 2011年 | KAT-TUN                             | COSMIC CHILD                      | 『RUN FOR YOU』〈通常盤/初回プレス〉・〈通常盤〉      | 作詞：Sean-D ラップ詞：JOKER 作曲：Oscar Holter, Jakke Erixson, John Harleman, SHIROSE, NIKKI 編曲：18degress., Oscar Holter                                                                                       |
| 2012年 | KAT-TUN                             | RADIO                             | 『不滅のスクラム〈通常盤〉                            | 作詞：miwa*, SHIROSE 作曲：雨宮康夫, SHIROSE, AARON KAI 編曲：DREADSTORE COWBOY |
| 2013年 | KAT-TUN                             | FANTASTIC PLANET                  | 『楔-kusabi-』〈初回限定盤2〉                         | 作詞：ORI 作曲：Simon Janlov, SHIROSE 編曲：Masaya Suzuki |
| 2015年 | Hey! Say! JUMP                      | ignition                          | 『キミアトラクション』〈通常盤〉                      | 作詞：SHIROSE, Vandrythem 作曲：220, SHIROSE, Secret Weapon 編曲：220, SHIROSE |
| 2016年 | Hey! Say! JUMP                      | Dear.                             | 『DEAR.』                                             | 作詞：Vandrythem 作曲：Erik Lidbom, SHIROSE 編曲：塚崎陽平 |
| 2016年 | ジャニーズWEST                      | CHO-EXTACY                        | 『人生は素晴らしい』〈通常盤〉                        | 作詞：SHIROSE 作曲：MAXX SONG, Secret Weapon, SHIROSE 編曲：CHOKKAKU |
| 2016年 | ジャニーズWEST                      | one chance                        | 『なうぇすと』〈通常盤〉                              | 作詞：SHIROSE from WHITE JAM 作曲：Takuya Harada, Christofer Erixon 編曲：CHOKKAKU |
| 2017年 | V6                                  | MANIAC                            | 『Can't Get Enough/ハナヒラケ』〈通常盤〉             | 作詞：SHIROSE 作曲：Samuel Waermo, Didrik Thott, Josef Melin |
| 2017年 | 嵐                                  | Song for you                      | 『「untitled」』                                      | 作詞：市川喜康 作曲：Simon Janlov, wonder note, Kevin Charge, Erik Lidbom, SHIROSE, 山下康介、編曲：山下康介 |
| 2017年 | ジャニーズWEST                      | SHE IS MY...                      | 『僕ら今日も生きている/考えるな、燃えろ!!』〈通常盤〉 | 作詞：SHIROSE from WHITE JAM 作曲：COMMAND FREAKS, SHIROSE from WHITE JAM 編曲：COMMAND FREAKS |
| 2018年 | V6                                  | 意味のないドライブ                | 『Crazy Rays/KEEP GOING』〈通常盤〉                   | 作詞：SHIROSE from WHITE JAM 作曲：Susumu Kawaguchi, Hjalmar Wilen, Murcus Lindberg 編曲：Hjalmar Wilen |
| 2018年 | ジャニーズWEST                      | クチウツシ                        | 『スタートダッシュ!』〈通常盤〉                       | 作詞：SHIROSE 作曲：Christofer Erixon, Erik Lidbom, Doojinso 編曲：Erik Lidbom |
| 2018年 | ジャニーズWEST                      | パーリパーリパリ -カタカナを叫べ- | 『WESTV!』                                            | 作詞：SHIROSE from WHITE JAM, GASHIMA from WHITE JAM 作曲：久保田真悟 (Jazzin' park), 栗原暁 (Jazzin' park), SHIROSE from WHITE JAM, GASHIMA from WHITE JAM 編曲：久保田真悟 (Jazzin' park), 栗原暁 (Jazzin' park) |
| 2019年 | Kis-My-Ft2                          | CHUDOKU                           | 『FREE HUGS!』〈初回盤B〉                             | 作詞：SHIROSE from WHITE JAM 作曲：Simon Janlov, SHIROSE from WHITE JAM 編曲：Simon Janlov |
| 2020年 | SixTONES                            | Telephone                         | 『Imitation Rain/D.D.』〈通常盤〉                     | 作詞：GASHIMA 作曲：Justin Trugman, Jason Parris, Drew Ryan Scott 編曲：Jason Parris |
| 2020年 | ジャニーズWEST                      | Try me now                        | 『W trouble』〈初回盤A〉                              | 作詞：SHIROSE, GASHIMA、作曲：Command Freaks, Christofer Erixon, J.Praize 編曲：Command Freaks |
| 2020年 | 北山宏光・藤ヶ谷太輔 （Kis-My-Ft2） | バクテリア                        | 『To-y2』〈通常盤〉                                   | 作詞：SHIROSE from WHITE JAM 作曲・編曲：SHIROSE from WHITE JAM, Dazsta |
| 2020年 | Snow Man                            | 君の彼氏になりたい。              | 『KISSIN'MY LIPS/Stories』〈通常盤〉                  | 作詞：SHIROSE from WHITE JAM 作曲・編曲：Josef Melin |
| 2020年 | A.B.C-Z                             | 涙雨                              | 『CONTINUE?』                                         | 作詞：SHIROSE from WHITE JAM 作曲：Hwan Yang, SHIROSE from WHITE JAM 編曲：Hwan Yang |

## 主なライブ

### 2011年
- 3月3日 - 自身初となるワンマンライブ「公開出産」を実施。
- 6月11日 - WHITE JAM FAMILY「新曲フェスタ」開催。同時にコンピレーションアルバムを発売。
- 10月7日 - WHITE JAM FAMILY「新曲フェスタ2」を開催。前回同様、コンピレーションアルバムを発売。
- 12月18日 - シロセ塾主催イベント「最強の中学生祭り」を開催。シングルCD「Blue Christmas」を来場者に無料配布

### 2012年
- 2月3日 - 「超最強の中学生祭り」を開催。シングルCD「VALENTINE」を赤字覚悟で来場者に無料配布。
- 5月3日 - WHITE JAM FAMILY「新曲フェスタ3」開催。やはり、コンピレーションアルバムを発売。
- 12月25-2013年1月6日 - WHITE JAM FAMILY「新曲フェスタ4」東名阪ツアーを開催。コンピレーションアルバム、コンプリートBOXを同時発売。
- 12月31日-2013年1月1日 - 年越しイベント「カウントダウンLIVE」開催。

### 2013年
- 1月12日 - 新曲フェスタ追加公演「裏新曲フェスタ」開催。[1]
- 6月9-14日 - ワンマンツアー「WHITE JAMワールドツアー2013」を3地域で開催。

### 2014年
- 1月10日 - WHITE JAM FAMILY「新曲フェスタ5」開催。
- 1月24日 - WHITE JAMメジャーデビュー記念リリースパーティー開催。
- 2月13日 - 『デッド・オア・会う』舞台公演。
- 5月3日 - 新曲フェスタ5リリース記念『SHIVUYA 51』
- 6月14日〜28日 - WHITE JAM TOUR 2014 「ちゃんとしたワンマン」 東名阪ツアーを開催。
- 7月21日 - 『SHIVUYA51』海の日に第2回開催。
- 8月26日〜28日 - 「WHITE JAM／Brand New Vibe／LIFriends」福岡、名古屋、東京を巡る３マンライブツアー開催。
- 9月21日 - 「渋谷クルーズ」開催。
- 9月23日 - WHITE JAM「ウソツキ」リリース記念イベント「泣会（なきかい）」をお台場ヴィーナスフォートにて開催。
- 10月13日 - 「渋谷クルーズ」第2回開催。メンバーNIKKIの誕生日でもあり、サプライズが行われた。
- 12月5日〜29日 -全国ツアー WHITE JAM LIVE TOUR 2014 「ウソツキ」開催。

### 2015年
- 3月13日～25日 WHITE JAM LIVE TOUR 2015 『アンダーグラウンド』開催。
- 6月27日～7月27日 WHITE JAM　presents「ダイナミックツアー」開催。

### 2016年
- 5月22日 WHITE JAM LIVE 2016「PASTEL」をZepp Tokyoで開催。
- 9月22日 WHITE JAM初の地元野外ワンマン”ベスト・アルバム発念感謝祭”in大阪を服部緑地野外音楽堂で開催。
- 11月13日～12月25日 「WHITE JAM BEST」リリースワンマンツアー2016「WHITE JAM BEST」開催。

### 2017年
- 5月13日 SHIROSE&GASHIMA バースデーライブ～インディーズ時代の曲、歌いまくりライブ～を渋谷WWW Xで開催。
- 8月18日～23日　「とりたて免許でブンブンブン」リリースワンマンライブ　WHITE JAM SUMMER TOUR 2017~とりたて免許でブンブンブン~開催。
- 12月2日～2018年2月3日　「最高欠作」リリースワンマンツアー　WHITE JAM WINTER TOUR 2017-2018最高欠作ツアー　開催。

### 2018年
- 5月13日～7月22日 雨音」リリースワンマンツアー　WHITE JAM SUMMER TOUR 2018-雨音-開催。
- 9月15日　広島BACK BEATにて7月8日広島公演が災害により延期した分の振替スペシャル公演開催。雨音ツアーのセットリストを味わう最後のチャンス&「シューズ」リリース記念を祝った超プレミアムなライブ。
- 10月7日～2019年2月3日 「シューズ」リリースワンマンツアー　WHITE JAM WINTER TOUR　2018-2019「シューズ」を計20ヶ所で開催。
  - 10月28日仙台公演ではハロウィンスペシャルとして仮装パーティーを実施。
  - 11月11日熊本公演ではツアー折り返しを記念しアフターパーティーを実施。
  - 12月1日札幌公演ではクリスマススペシャルとしてクリスマスSPのセットリスト。
  - 翌1月6日福岡公演ではニューイヤースペシャルとして和装披露、書き初めや初夢披露で楽しみ、2019年にちなんでSHIROSEから20名NIKKIから19名にプレゼント。GASHIMAからは1月6日にちなみ16名にお年玉を進呈。

### 2019年
- 2月3日　WHITE JAM WINTER TOUR　2018-2019「シューズ」〜ファイナルだぜ、全員集合!!〜がTSUTAYA O-EASTにて行われた。WHITE JAM初のライブ映像収録も行われ、同年7月25日にDVD発売開始。
- 4月20日～6月29日 「ひとりじめ契約」リリースワンマンツアー　WHITE JAM 2DAYS LIVE TOUR2019〜ひとりじめ契約〜
- 8月31日～翌2020年　「9」リリース記念ワンマン41ヶ所ツアー「9」開催。

### 2020年
- 8月1日〜12月27日まで51ヶ所100公演ツアーを開催。12月27日和歌山公演で無事完走。
  - 北海道(北見、釧路、旭川、函館)青森、岩手、宮城、秋田、福島、茨城、栃木、群馬、埼玉、千葉、東京、神奈川、新潟、富山、石川、福井、山梨、長野、岐阜、静岡(静岡、浜松)、三重、滋賀、京都、大阪、兵庫、奈良、和歌山、鳥取、島根、岡山、山口、徳島、香川、愛媛、高知、福岡、佐賀、長崎、熊本、大分、宮崎、鹿児島
    - 山形、愛知はオンラインで開催。富山、沖縄は未開催。

### 2021年
- 1月11日より全国8大都市ツアー「いなくならいよ」を開催決定していたものの状況により延期。
- 6月5日〜7月23日　延期となっていた、全国8大都市ツアー「いなくならないよ」を仙台、福岡、愛知、大阪、高松、広島。東京、北海道で開催。
- 7月25日　オンラインライブ「WHITE JAM Online Live 8大都市ツアー　スペシャルアンコール　In Rehearsal Studio」開催。ツアーに来れなかった人も一緒に楽しめるようにと、8大都市ツアーアンコールライブと題し、オンラインライブを開催。リハーサルスタジオから、普段は見せないスタジオライブを披露した。

- 9月10日〜2022年4月3日　2種類のセットリストをかかげて「51ヶ所ツアー」を開催中。
- 10月12日　オンラインライブ  「GASHIMA 1st Solo Live」開催。ミニアルバム「Tall or Venti」をひっさげ、記念すべきGASHIMA初のスペシャルライブを、オンラインで披露した。

- 10月13日　オンラインライブ 「WHITE JAM ONLINE LIVE -ONE HEART-」開催。51ヶ所ツアーの開幕を記念したライブで、NIKKIの誕生日に全国のJAMILYへ配信した。

- 12月20日　「WHITE JAM Xmas Live -51ヶ所ツアー折り返しスペシャル-」をなんばHatchで開催。

### 2022年
- 昨年から続く51ヶ所ツアーは2022年7月15日にツアーファイナル公演が東京のSpotify O-EASTで行われた。
- GASHIMAがソロとして初のイベントライブが9月4日名古屋DIAMOND HALLに出演。その後イベントライブに9月26日にはZepp HANEDAに出演。10月1日宮崎県 青島こどものくにで行われた野外イベントに出演。10月2日には名古屋アスナル金山の無料イベントに出演。
- 11月3日〜26日には全国8ヶ所でファンクラブイベントを開催。
- 11月5日には大阪府「梅花女子大学」の学園祭に出演。

### 2023年
- 1月22日渋谷club asiaを皮切りに「LIVE TOUR 2023」が全国13ヶ所で開催予定。ファイナルは4月9日東京Spotify O-EASTで開催予定。

## タイアップ
| タイトル                                | タイアップ                         |
| --------------------------------------- | ---------------------------------- |
| 咲かないで〜泣き虫ピエロの結婚式 Ver.〜 | 映画『泣き虫ピエロの結婚式』主題歌 |